# Парис Хилтон
Парис Витни Хилтон (енгл. Paris Whitney Hilton; Њујорк, 17. фебруар 1981) америчка је медијска личност, предузетница, манекенка, глумица и певачица. Наследница је ланца хотела Хилтон, као и породичног богатства у некретнинама и инвестицијама. Глобалну славу је стекла 2004. када јој је процурио снимак секса Једна ноћ у Паризу са својим тадашњим дечком Риком Соломоном.

## Почеци
Рођена је у Њујорку као најстарије дете Ричарда Хилтона и Кети Ричардс. Има млађу сестру Ники, као и два млађа брата, Барона Хилтона Трећег и Конрада Хилтона.
Хилтонова је по мајчиној линији нећакиња две холивудске звезде из 70-их година, Ким Ричардс и Кајл Ричардс. Преко брачних веза у сродству је са Жа Жа Габор (мађарском глумица који је била у браку са Конрадом Хилтоном, прадедом Парис Хилтон) као и са глумицом Елизабет Тејлор (глумичин први муж, Конрад Николсон Хилтон Млађи, био је прастриц Парис Хилтон).
Када је Конрад Хилтон преминуо 1979. године, својим наследницима није оставио ништа. Барон Хилтон је покренуо парницу и добио је 1988. године. Према магазину Форбс из 2005, богатство Барона Хилтона процењује се на око 1.000.000.000 долара, а процењује се да ће Парис Хилтон наследити око 50.000.000 долара.
Хилтонова је променила неколико домова као дете, од Волдорф-Асторијал хотела у Њујорку, до Беверли Хилса и Хамптона. Тренутно њени родитељи поседују 30 милиона долара вредну вилу у Бел еру, имање од 12 милиона долара у Хамптону, као и 10 милиона долара вредну кућу у холивудским брдима где њена сестра и она често одседају и одакле излазе у проводе по клубовима Лос Анђелеса.
После завршене гимназије у Њујорку, из које се исписала па тек касније матурирала, Парис Хилтон није наставила школовање.
Хилтон је снимила кратки порнографски филм са тадашњим дечком Риком Соломоном који је објављен на интернету непосредно пред емитовање Једноставног живота (The Simple Life), направивши сензацију у медијима. 9. јуна 2004. Рик Соломон објавио је и DVD под називом Једна ноћ у Паризу. Парис Хилтон је прво тужила Соломона, али је нагодбом тужба повучена, а Хилтонова је добила 400.000 долара и право на проценат од зараде филма, а сав новац је дала у добротворне сврхе.
Од 2002. године па до почетка 2003. године била је верена са Џејсоном Шоом (Jason Shaw), моделом куће Томи Хилфигер, а 9. маја 2005. године објавила је веридбу са Парисом Лацисом, грчким богаташем. Али, 1. октобра исте године, објавила је да је веридба раскинута. Убрзо после тога почела је излазити са Ставросем Нијархосом Трећим, изданком лозе грчких бродовласника, али је 2. маја 2006. године публициста Елиот Минц објавио да је пар раскинуо.

## Каријера
У протеклих неколико година, Парис Хилтон постала је славна као телевизијска и филмска глумица те као модел. Према магазину Форбс, у периоду од 2003. до 2004. године зарадила је око 7.500.000 долара глумећи на филму и телевизији, као и додатних 15.500.000 долара од разних наступа. У том периоду доспела је на списак 100 најславнијих личности на свету по магазину Форбс.

### Певачка каријера
Средином 2006. године издала је албум Парис.

### Спотови
| Спот                  | Година | Режисер          |
| --------------------- | ------ | ---------------- |
| Stars Are Blind       | 2006.  | Крис Ејплбаум    |
| Nothing in This World | 2006.  | Скот Спир        |
| Paris for President   | 2008.  | Крис Ејплбаум    |
| Drunk Text            | 2012.  | Џонатан Лиа      |
| Good Time             | 2013.  | Хана Лукс Дејвис |
| Come Alive            | 2014.  | Хана Лукс Дејвис |
| High Off My Love      | 2015.  | Хана Лукс Дејвис |
| I Need You            | 2018.  | Крис Зулка       |
| Best Friend's Ass     | 2019.  | Шарлот Ратерфорд |
| Lone Wolves           | 2019.  | J. A. Moreno     |
| Heartbeat             | 2021.  |                  |
| Melting               | 2021.  |                  |
| Pickle                | 2021.  |                  |
| Lighter               | 2023.  | Maxx & Madison   |
| I'm Free              | 2024.  |                  |
| BBA                   | 2024.  | Хана Лукс Дејвис |
| ADHD                  | 2024.  | Брајан Зиф       |
| Without Love          | 2024.  | Брајан Зиф       |
| Adored                | 2025.  | Брајан Зиф       |
| Infinity              | 2025.  | J. A. Moreno     |

### Волонтерски рад
У новембру 2004. године прикључила се акцији Шона Коумса (познатијег као Пи Диди) (Sean "P. Diddy" Combs) под називом "Гласај или умри" чиме су желели подстаћи младе бираче на америчким председничким изборима 2004. године. Међутим, оштро је критикована у јавности када се открило да није ни гласала нити се пријавила да гласа.

## Слава
Парис Хилтон и њена сестра Ники су познате по свом монденском начину живота. Парис је чак покушала да од свог имена изгради „бренд“ (као, на пример Доналд Трамп).
Њен „дивљи“ начин живота тема је чланака разних таблоида. Године 2000. часопис National Enquirer објављује вест да је њена веза са Леонардом Дикаприом много више од пријатељства. Такође су је повезивали са многим познатим личностима као што су глумац Едвард Ферлонг, боксер Оскар де ла Хоја, модел Џејсон Шо, играч америчког фудбала Брајан Ерлакер, као и певач групе Бекстрит бојс Ник Картер.
У јесен 2004, Парис је објавила књигу Confessions of an Heiress: A Tongue-in-Chic Peek Behind the Pose са мноштвом њених фотографија и савета око неге богаташких паса. Наводно је за књигу добила унапред 100.000 долара. Иако је јавност није схватила превише озбиљно, књига је доспела на листу бестселера часописа Њујорк тајмс.
Појавила се на насловној страни мартовског броја Плејбоја у 2005. години са титулом "Секс звезда године" у списку од 25 најсексепилнијих познатих личности. Међутим, Хилтонова је касније тврдила да је на насловној страни само њој слична девојка, а њен агент није знао одакле Плејбоју те фотографије.

## 
(или преведено са енглеског „То је супер") је узречица коју користи Парис Хилтон (иако је прво почела употребљавати Никол Ричи у емисији Једноставан живот). Године 2004. Хилтонова је заштитила ту реченицу као трејдмарк (робну марку) са жељом да гардероба коју креира носи ту ознаку.

## Дискографија
- (2006)

## Филмографија
| Улоге  |              |               |       |          |
| Година | Српски назив | Изворни назив | Улога | Напомена |
| 2003.  |              |               |       |          |
| 2004.  |              |               |       |          |
|        |              |               |       | камео    |
| 2005.  |              |               |       |          |
| 2005.  |              |               |       |          |